# Höglandsfrankolin
Höglandsfrankolin (Scleroptila psilolaema) är en fågel i familjen fasanfåglar inom ordningen hönsfåglar.

## Utseende och läte
Höglandsfrankolinen är en vackert och intrikat tecknad medelstor frankolin. Strupen är vit med svarta fläckar. I flykten uppvisar vingarna stora roströda fläckar. Bland lätena hörs serier med "cheedle-chee" och ett skri som avges i flykten.

## Utbredning och systematik
Höglandsfrankolinen förekommer på höglänta hedar i centrala och södra Etiopien. Den behandlas numera vanligen som monotypisk, det vill säga att den inte delas in i några underarter. Tidigare inkluderades elgonfrankolinen i arten.

### Släktestillhörighet
Tidigare placerades den i släktet Francolinus, men flera genetiska studier visar att Francolinus är starkt parafyletiskt, där vissa av arterna står närmare helt andra släkten i familjen.

## Levnadssätt
Höglandsfrankolinen hittas just i höglänta miljöer, i alpina gräs- och hedmarker. Den ses ofta i smågrupper.

## Status
Elgonfrankolinen tros minska relativt kraftigt i antal till följd av överbetning och omvandling av dess levnadsmiljö till förmån för jordbruk. Internationella naturvårdsunionen IUCN kategoriserar arten som nära hotad.